# Liste der Flüsse in Guinea-Bissau

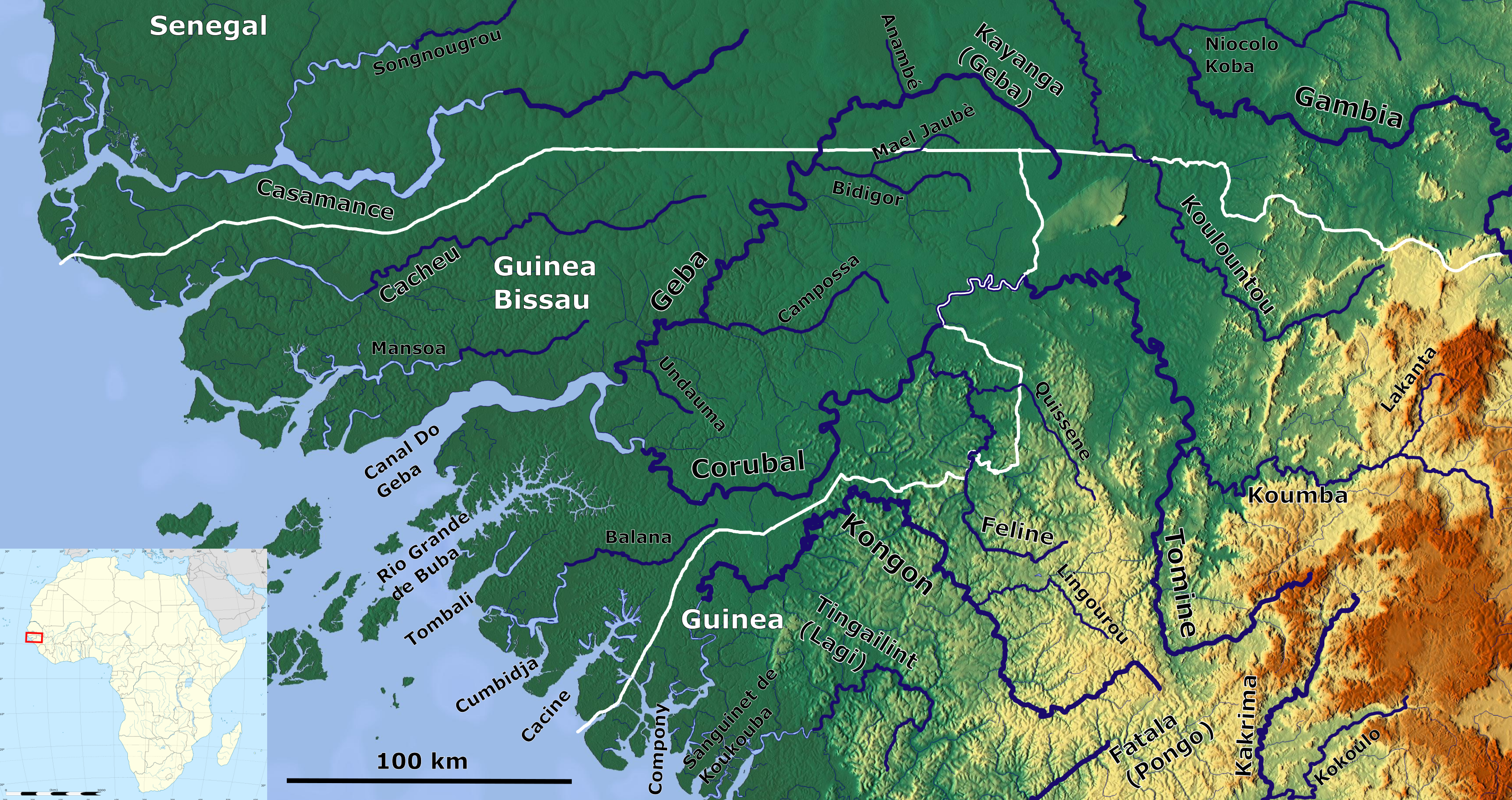
Karte der größten Flüsse in Guinea-Bissau

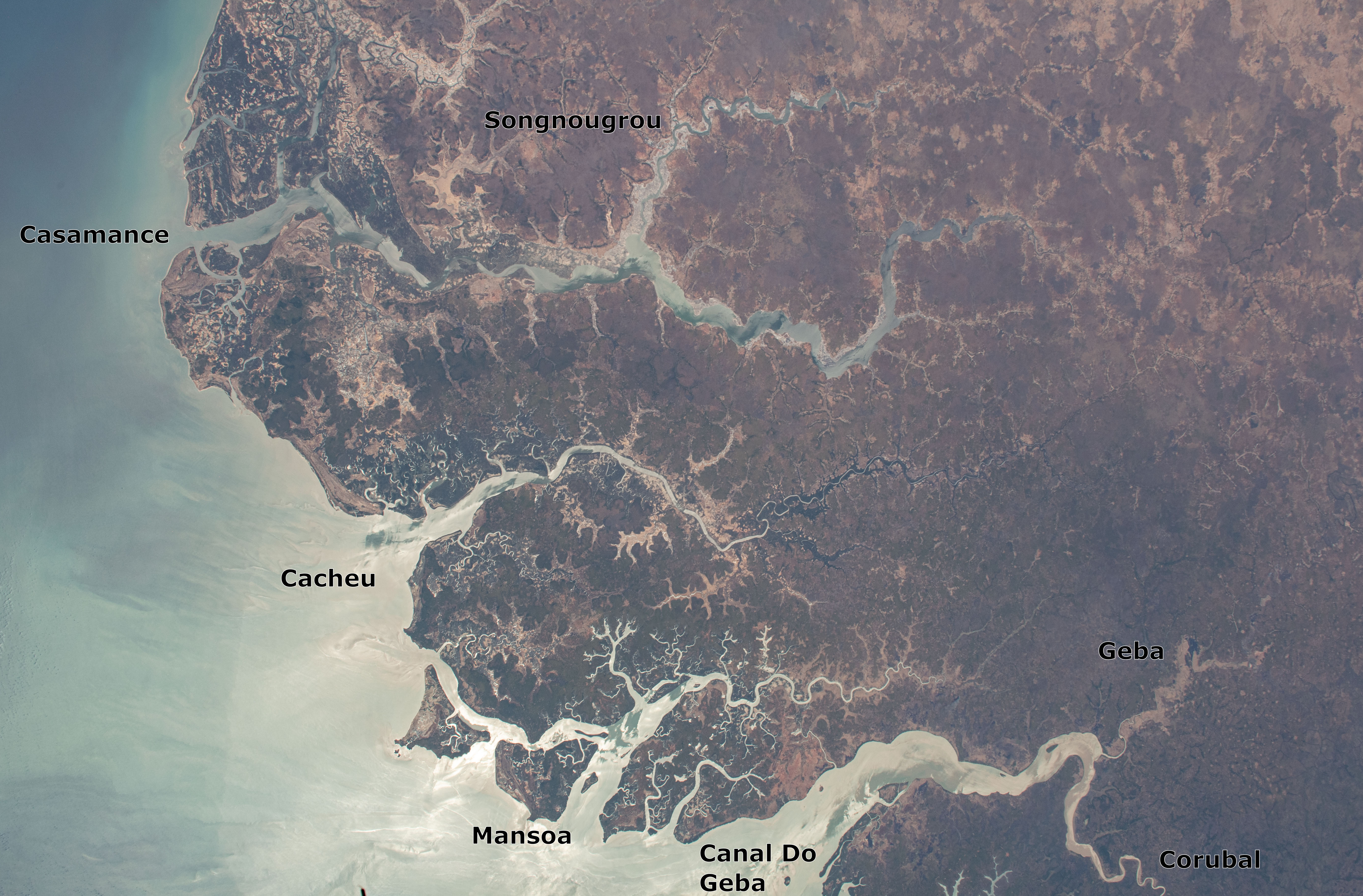
Satellitenaufnahme Des südwestlichen Senegal und des nordwestlichen Guinea.Bissaus

Dies ist eine Liste der Flüsse in Guinea-Bissau. Die gesamte Fläche des kleinen westafrikanischen Landes entwässert in den Atlantik. Dabei spielen vor allem die beiden Flüsse Geba und Corubal, die sich das Ästuar des Geba teilen, mit über 40 % eine übergeordnete Rolle. Darüber hinaus gibt es Küstenflüsse, die an der stark zerklüfteten Küste meist über Ästuare münden wie den Rio Cacheu.

## Geba
- Geba
  - Bidigor
    - Mael Jaubè

  - Colufe (Campossa)
  - Undauma
  - Rio Corubal (Koliba, Tominé)
    - Feline
      - Quissene

## Küstenflüsse
- Rio Cacheu (Rio Farim)
  - Canjambari
- Rio Mansôa
- Rio Petu
- Rio Pefiné (Pefiné River)
- Rio Grande de Buba (Bolola River – eigentlich ein Ria)
- Tombali
- Como
- Cumbija
- Cacine

## Einzugsgebietsaufteilung des Landes
Im Folgenden sind die Einzugsgebiete Guinea-Bissaus tabellarisch aufgeführt.
| Einzugsgebiet     | Fläche Guinea-Bissau [km²] | Fläche Guinea-Bissaus [%] |
| ----------------- | -------------------------- | ------------------------- |
| Geba (Hauptfluss) | 7153                       | 19,8                      |
| Corubal           | 8489                       | 23,5                      |
| Geba (Gesamt)     | 15.642                     | 43,3                      |
| Cacheu            | 6069                       | 16,8                      |
| Kogon             | 795                        | 2,2                       |
| Küstenflüsse      | 13.619                     | 37,7                      |
| Gesamt            | 36.125                     | 100                       |